# 三星Galaxy Ace Plus
Samsung Galaxy Ace Plus是韓國三星電子於2012年推出的一款中階智能手機，為三星Galaxy Ace的升級機種，與初代的外型設計有些不同，硬體方面則是部分升級。